# ألفارو ترافير
ألفارو ترافير (بالإسبانية: Alvaro Traver)‏ هو لاعب كرة قدم إسباني في مركز نصف الجناح، ولد في 1 أبريل 1993 في Algemesí ‏ في إسبانيا. لعب مع ريال سبورتينغ خيخون وسبورتينغ خيخون ب ونادي ريوس ديبورتيو ونادي ليفانتي ونومانسيا.

## وصلات خارجية
- ألفارو ترافير على موقع قاعدة بيانات كرة القدم.إي يو (الإنجليزية)
- ألفارو ترافير على موقع Soccerway.com (الإنجليزية)
- ألفارو ترافير على موقع AS.com (الإسبانية)